# Операторы рождения и уничтожения
Операторы рождения и операторы уничтожения — это математические операторы, которые широко применяются в квантовой механике, особенно при изучении квантовых гармонических осцилляторов и многочастичных систем. В квантовой теории поля волновые функции квантованных полей имеют операторный смысл и распадаются на операторы рождения и уничтожения частиц. Оператор уничтожения (обычно обозначаемый {\displaystyle {\hat {a}}}) уменьшает количество частиц в данном состоянии на единицу. Оператор рождения (обычно обозначаемый {\displaystyle {\hat {a}}^{\dagger }}) увеличивает количество частиц в заданном состоянии на единицу, он сопряжён к оператору уничтожения. Эти операторы используются вместо волновых функций во многих областях физики и химии (вторичное квантование). Понятие операторов рождения и уничтожения было введено в науку Полем Дираком.
Операторы рождения и уничтожения могут воздействовать на состояния различных типов частиц. Например, в квантовой химии и теории многих тел операторы рождения и уничтожения часто воздействуют на электронные состояния. Они также могут конкретно относиться к лестничным операторам для квантового гармонического осциллятора. В последнем случае оператор повышения (понижения) интерпретируется как оператор рождения (уничтожения), добавляющий (удаляющий) квант энергии в (из) систему(ы) осциллятора. Они могут быть использованы для представления фононов.
Математика для операторов рождения и уничтожения бозонов такая же, как и для лестничных операторов квантового гармонического осциллятора. Например, коммутатор операторов рождения и уничтожения, связанных с одним и тем же состоянием бозона, равен единице, в то время как все остальные коммутаторы обращаются в нуль. Однако для фермионов математика иная, с использованием антикоммутаторов вместо коммутаторов.

## Определение
Пусть {\displaystyle H} — одночастичное гильбертово пространство (то есть любое гильбертово пространство, рассматриваемое как представляющее состояние отдельной частицы). (Бозонной ККС алгеброй над гильбертовым пространством {\displaystyle H} называется алгебра с сопряжёнными операторами (обозначаемыми *) абстрактно порождаемая элементами {\displaystyle a(f)}, где {\displaystyle f} принадлежит {\displaystyle H}, с учётом соотношений:
{\displaystyle [a(f),a(g)]=[a^{\dagger }(f),a^{\dagger }(g)]=0}
{\displaystyle [a(f),a^{\dagger }(g)]=\langle f\mid g\rangle ,}
в обозначениях бра и кет.
Отображение {\displaystyle a:f\to a(f)} из {\displaystyle H} в бозонную алгебру ККС должно быть комплексным антилинейным. Сопряжённый к элементу {\displaystyle a(f)} является {\displaystyle a^{\dagger }(f)}, и отображение {\displaystyle f\to a^{\dagger }(f)} является комплексным линейным в H. Таким образом, {\displaystyle H} используется как комплексное векторное подпространство своей собственной алгебры CCR. В представлении этой алгебры элемент {\displaystyle a(f)} будет реализован как оператор уничтожения, а {\displaystyle a^{\dagger }(f)} — как оператор рождения.
В общем случае алгебра ККС является бесконечномерной. Если мы возьмём пополнение банахова пространства, оно станет C *-алгеброй. Алгебра ККС над {\displaystyle H} тесно связана, но не идентична алгебре Вейля.
Для фермионов (фермионная) КАС алгебра над {\displaystyle H} строится аналогично, но вместо этого использует отношения антикоммутации, а именно
{\displaystyle \{a(f),a(g)\}=\{a^{\dagger }(f),a^{\dagger }(g)\}=0}
{\displaystyle \{a(f),a^{\dagger }(g)\}=\langle f\mid g\rangle .}
КАС алгебра конечномерна только в том случае, если {\displaystyle H} конечномерно. Если мы возьмём пополнение банахова пространства (необходимое только в бесконечномерном случае), оно становится {\displaystyle C^{*}} алгеброй. КАС алгебра тесно связана с алгеброй Клиффорда, но не идентична ей.
Физический смысл оператора {\displaystyle a(f)} заключается в уничтожении частицы в состоянии {\displaystyle |f\rangle } тогда как {\displaystyle a^{\dagger }(f)} создаёт частицу в состоянии {\displaystyle |f\rangle }.
Вакуумным состоянием свободного поля является состояние {\displaystyle \left|0\right\rangle } без частиц, характеризуемое как:
{\displaystyle a(f)\left|0\right\rangle =0.}
Если {\displaystyle |f\rangle } отнормирован, так что {\displaystyle \langle f|f\rangle =1}, тогда {\displaystyle N=a^{\dagger }(f)a(f)} даёт число частиц в состоянии {\displaystyle |f\rangle }.

## Операторы рождения и уничтожения в квантовых теориях поля
В квантовых теориях поля и задаче многих тел используются операторы рождения и уничтожения квантовых состояний, {\displaystyle a_{i}^{\dagger }} и {\displaystyle a_{i}^{\,}}. Эти операторы изменяют собственные значения оператора числа частиц,
{\displaystyle N=\sum _{i}n_{i}=\sum _{i}a_{i}^{\dagger }a_{i}^{\,}},
на единицу, по аналогии с гармоническим осциллятором. Индексы (например, {\displaystyle i}) представляют квантовые числа, которые обозначают одночастичные состояния системы; следовательно, они не обязательно являются одиночными числами. Например, кортеж квантовых чисел {\displaystyle (n,l,m,s)} используется для обозначения состояний в атоме водорода.
Коммутационные соотношения операторов создания и уничтожения в системе с несколькими бозонами являются,
{\displaystyle [a_{i}^{\,},a_{j}^{\dagger }]\equiv a_{i}^{\,}a_{j}^{\dagger }-a_{j}^{\dagger }a_{i}^{\,}=\delta _{ij},}
{\displaystyle [a_{i}^{\dagger },a_{j}^{\dagger }]=[a_{i}^{\,},a_{j}^{\,}]=0,}
где {\displaystyle [\ \ ,\ \ ]} — коммутатор и {\displaystyle \delta _{ij}} — cимвол Кронекера.
Для фермионов коммутатор заменяется антикоммутатором {\displaystyle \{\ \ ,\ \ \}},
{\displaystyle \{a_{i}^{\,},a_{j}^{\dagger }\}\equiv a_{i}^{\,}a_{j}^{\dagger }+a_{j}^{\dagger }a_{i}^{\,}=\delta _{ij},}
{\displaystyle \{a_{i}^{\dagger },a_{j}^{\dagger }\}=\{a_{i}^{\,},a_{j}^{\,}\}=0.}
Следовательно, обмен непересекающимися (то есть {\displaystyle i\neq j}) операторами в операторах создания или уничтожения изменит знак в системах фермионов, но не в системах бозонов.
Если состояния, обозначенные i, являются ортонормированным базисом гильбертова пространства H, то результат этой конструкции совпадает с построением алгебры CCR и алгебры CAR в предыдущем разделе. Если они представляют собственные векторы, соответствующие непрерывному спектру некоторого оператора, как для несвязанных частиц в КТП, то интерпретация более тонкая.